# Збірна Нової Зеландії з футболу
Збі́рна Ново́ї Зела́ндії з футбо́лу (англ. New Zealand national football team, маор. Tīma hoka a-motu o Aotearoa) — національна футбольна команда Нової Зеландії, якою керує Футбольна асоціація Нової Зеландії. Офіційне прізвисько збірної — «цілком білі» (англ. All Whites, маор. Ōmā).
Збірна Нової Зеландії двічі брала участь у чемпіонаті світу з футболу у 1982 та 2010 роках і візьме участь у чемпіонаті світу 2026. Також вона брала участь у Кубку конфедерацій у 1999, 2003, 2009 та 2017 роках. Нова Зеландія шість разів вигравала Кубок націй ОФК. Вона була єдиною непереможеною країною на чемпіонаті світу 2010 року, зігравши внічию у всіх трьох матчах групового етапу, проте вибула з турніру на цій стадії.
Станом на 3 квітня 2025 посідає 86-e місце у рейтингу футбольних збірних світу.

## Історія

### Перші роки існування збірної Нової Зеландії (1904—1969)
Федерація футболу Нової Зеландії була заснована в 1891 році для організації та проведення футбольних змагань на території британської колонії. Національна команда зіграла свій перший матч 23 липня 1904 року на стадіоні «Келедоніан Граунд» в Данідіні, в рамках турніру національних збірних, проти збірної Нового Південного Уельсу. В присутності від 300 до 400 уболівальників новозеландці поступилися з рахунком 0:1, але через декілька днів обидва суперники знову зіграли матч, який проходив на стадіоні «Атлетік Парк» у Веллінгтоні, і цього разу рахунок був нічийним, 3:3.
Наступного року, 10 червня, збірна Нової Зеландії зіграла ще один товариський матч проти Нового Південного Уельсу, після чого вирушила в турне Австралією, в рамках якого зіграла 11 матчів, серед них три контрольних проти знову ж таки Нового Південного Уельсу. З цих трьох матчів новозеландці в одному перемогли, в одному розписали нічию та ще в одному поступилися. Після цього Нова Зеландія не зіграла жодного офіційного матчу аж до 1921 року, коли новозеландці провели три матчі проти збірної Австралії, які були зіграні на стадіонах «Керісбрук» в Данідіні, «Атлетік Парк» у Веллінгтоні та на «Окленд Домейн». Два з них завершилися перемогою Нової Зеландії з рахунком 3:1, а у Веллінгтоні була зафіксована нічия з рахунком 1:1. Свідками першої перемоги під зливою в Данедіні стали 10 000 глядачів. В 1923 році збірна Нової Зеландії відправляється в тримісячне турне по Австралії, в рамках якого було зіграно 16 поєдинків, у тому числі й проти Австралії. В майбутньому трофей розігрували між собою саме ці дві збірні, причому до початку Другої світової війни новозеландці здобули дві перемоги та програли один матч.

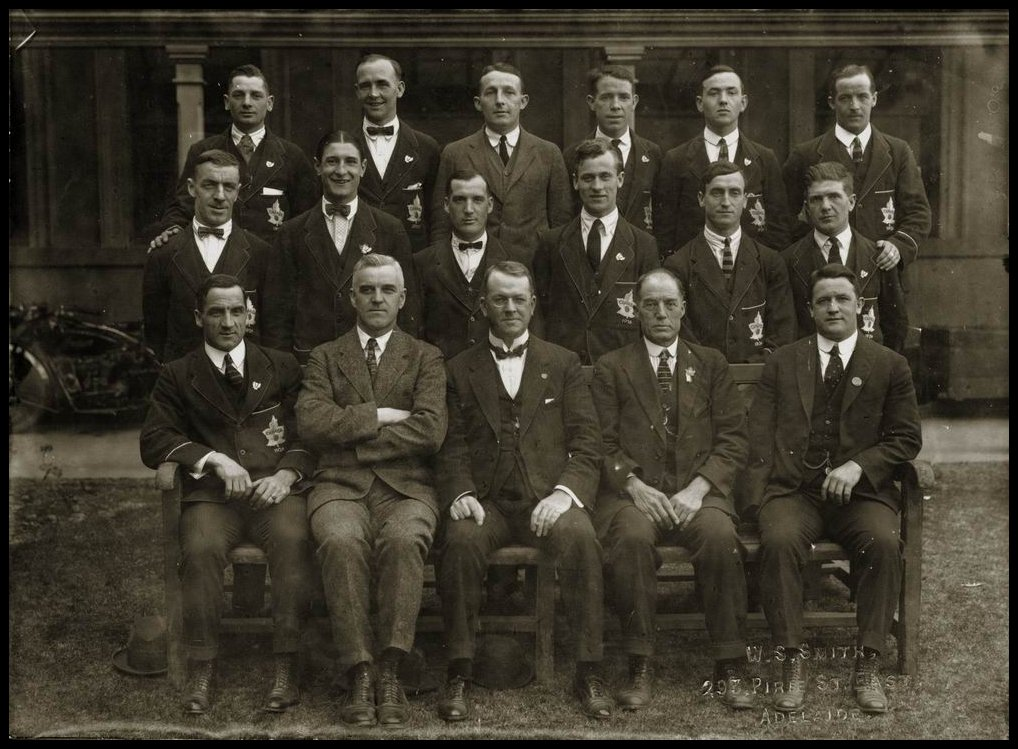
Збірна Канади (1924 рік) стала другою національною збірною, яка зіграла матч з новозеланцями, в 1927 році

Після матчу із збірною китайських університетів в 1924 році, а також збірною Південно-Африканського союзу в Новій Зеландії в 1926 році, в 1927 році Канада стала другою країною, яку переграла новозеландська збірна. З чотирьох матчів новозеландці перемогли в одному, ще один завершився внічию, а два — поразкою. З цього часу й до 1933 року збірна не провела жодного товариського матчу. 11 травня новозеландці вирушили до Австралії, щоб вирушити в турне по країні, в рамках якого мали бути зіграні три матчі. На відміну від 1923 року, новозеландці, які страждали від нестачі впевненості в собі і недостатньої фізичної підготовки, поступилися в трьох іграх, 5 червня — з рахунком 2:4, 17 червня — зрахунком 4:6 та 24 червня — знову з рахунком 2:4. У наступному році Австралія завітала в гості до Нової Зеландії і в трьох матчах, які вона зіграла з місцевою збірною здобула три перемоги. Серед цих трьох матчів найпринизливішою стала поразка збірної Нової Зеландії у Веллінгтоні з рахунком 0:10. У 1937 році аматорська збірна Англії стала першою європейською командою, що приїхала до Океанії; вона зіграла десять поєдинків у Новій Зеландії, в тому числі й три проти місцевої збірної. В цих трьох матчах англійці здобули три легкі перемоги, а 12 липня 1937 року здобули найрозгромнішу з них, 12:0.
Міжнародні матчі перериваються Другою світовою війною, і були відновлені лише в 1947 році, коли збірна Південної Африки вирушила в турне Новою Зеландією, в рамках якого зіграла чотири переможні матчі зі збірною цієї країни. У наступному році Федерація Футболу Нової Зеландії вступила до ФІФА. Після чотирьох нових поразок від Австралії в 1948 році, новозеландська збірна вирушила у свій перший тур по островам Меланезії в 1951 році, де вона зустрілася зі збірними Нової Каледонії, Нових Гебрид та Фіджі. Віденська «Аустрія» стала першим європейським футбольним клубом, який зігралв матч з новозеландцями в 1957 році. В березні-квітні 1964 року збірна Нової Зеландії вирушила в турне по Європі, Азії та Сполученим Штатам Америки, де зіграла товариські матчі з місцевими футбольними клубами та національними збірними. Після трьох років без мжнародних матчів збірна Нової Зеландії, одна із членів-засновниць ОФК в 1966 році, в 1967 році зіграла престижний товариський матч проти англійського чемпіона «Манчестер Юнайтед». Новозеландці поступилися з рахунком 0:11, і, таким чином, повторили свою найрозгромнішу поразку 1937 року.

### Перші міжнародні матчі та кваліфікація до Чемпіонату світу (1969—1982)
Вперше в кваліфікації до чемпіонатів світу збірна Нової Зеландії взяла участь в 1970 році. Але в 2-й групі Азіатсько-Тихоокеанського регіону, збірна на чолі з англійцем Баррі Труменом за сумою двох поєдинків з рахунком 0:6 постпилася збірній Ізраїлю. В 1973 році на своєму першому домашньому Кубку націй ОФК 1973 році господарі дійшли до фіналу, в якому з рахунком 2:0 переграли Таїті. Виступали новозеландці й у кваліфікаційному раунді до чемпіонату світу з футболу 1974 року. Нова Зеландія потрапила до відбірної групи D разом з Австралією, Індонезією та Іраком. У цій групі новозеландці посіли останнє місце, оскільки зіграли лише три матчі в нічию та тричі зазнали поразки.
Наступного року новозеландська збірна вирушила в турне до Китаю, а пізніше виступала на товариському турнірі Кубок Президента Пак Чон Хі в Південній Кореї. У 1977 році, в рамках кваліфікаційного етапу до чемпіонату світу 1978 року, новозеландці переграють збірну Тайваню з рахунком 6:0, але вже в наступному матчі поступилися австралійцям. В 1979 році головним тренером збірної Нової Зеландії було призначено англійця Джона Едшида. Під його керівництвом збірна вдруге взяла участь в розіграші Кубку націй ОФК 1980 року, але припинила боротьбу вже на груповій стадії після поразок від Таїті та Фіджі. У серпні, під час товариського матчу проти збірної Мексики, Джон Едшид випустив дебютантів Рікі Герберта, Кейта Маккея, Грента Тарнера, Стіва Вуддіна та Джона Хілла, в якому команда здобуває одну з найбільших перемог в своїй історії, 4:0.

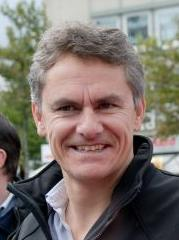
Уінтон Руфер, 2009 рік, забив 4 м'ячі у кваліфікаційному турнірі до Чемпіонату світу з футболу 1982 року

Збірна Нової Зеландії розпочала свої виступи у кваліфікації до чемпіонату світу 1982 року на День Ветеранів проти фаворита групи, збірної Австралії. Той матч завершився з нічийним рахунком 3:3. В наступних поєдинках Нова Зеландія зіграла внічию з Тайванем, а також перемогла Індонезію та Фіджі. На початку другого кола новозеландці створили справжню сенсацію, перегравши на виїзді збірну Австралії з рахунком 2:0, ця поразка для австралійців стала першою після 35 перемог поспіль, які вони здобули на своєму полі. Після цієї звитяги новозеландці здобувають ще 3 перемоги поспіль, в тому числі й обіграли збірну Фіджі з рахунком 13:0, в тому матчі шістьма голами відзначився капітан новозеландців, Стів Самнер. Ця перемога стала найбільшою не лише в історії новозеландської збірної, але й у офіційних матчах кваліфікацій чемпіонатів світу. До цього найбільшою перемогою завершився матч між Західною Німеччиною та Кіпром 1969 року (12:0 на користь західних німців). Збірна Нової Зеландії завершила той відбір з 31 забитим м'ячем, а пропустила лише 3. В наступному кваліфікаційному раунді збірна потрапила до другої кваліфікаційної групи. У першому матчі новозеландці вдома розписали нульову нічию з Китаєм. Цей матч став дев'ятим «сухим» для воротаря збірної Нової Зеландії Річарда Вілсона, таким чином він встановив рекорд для кваліфікацій до Чемпіонату світу. Після втрати очок у матчах зі збірними Кувейту та Саудівської Аравії напередодні останнього туру новозеландці відстали на два очки від збірної Китаю, до того ж мали різницю забитих та пропущених м'ячів -5. Але в останньому турі другого групового етапу збірна Нової Зеланді на виїзді розгромила Саудівську Аравію з рахунком 5:0, при чому два голи на свій рахунок записав єдиний професійний новозеландський футболіст Вінтон Руфер. Завдяки цій перемозі новозеландці отримали право позмагатися за право виходу з групи з китайцями на нейтральному полі. У Сінгапурі в присутності 60 000 глядачів новозеландці домінували протягом усього поєдинку, виграли його з рахунком 2:1 та здобули право вийти до фінальної частини чемпіонату світу з футболу.
У своїй першій фінальній частині чемпіонату світу новозеландці потрапили до дуже складної групи. Вже у дебютному матчі на цій стадії турніру з Шотландією новозеландці чинили гідний опір, й на початку другого тайму програвали з рахунком 2:3, точними пострілами відзначилися Стів Самнер та Стів Вудддін, але у підсумку все ж програли з рахунком 2:5. У наступному матчі збірна Нової Зеландії з рахунком 0:3 поступилася збірній СРСР. І, нарешті, в своєму останньому матчі на турнірі новозеландці поступилися з рахунком 0:4 Бразилії.

### Успіхи та невдачі збірної, континентальний успіх (1983—2008)

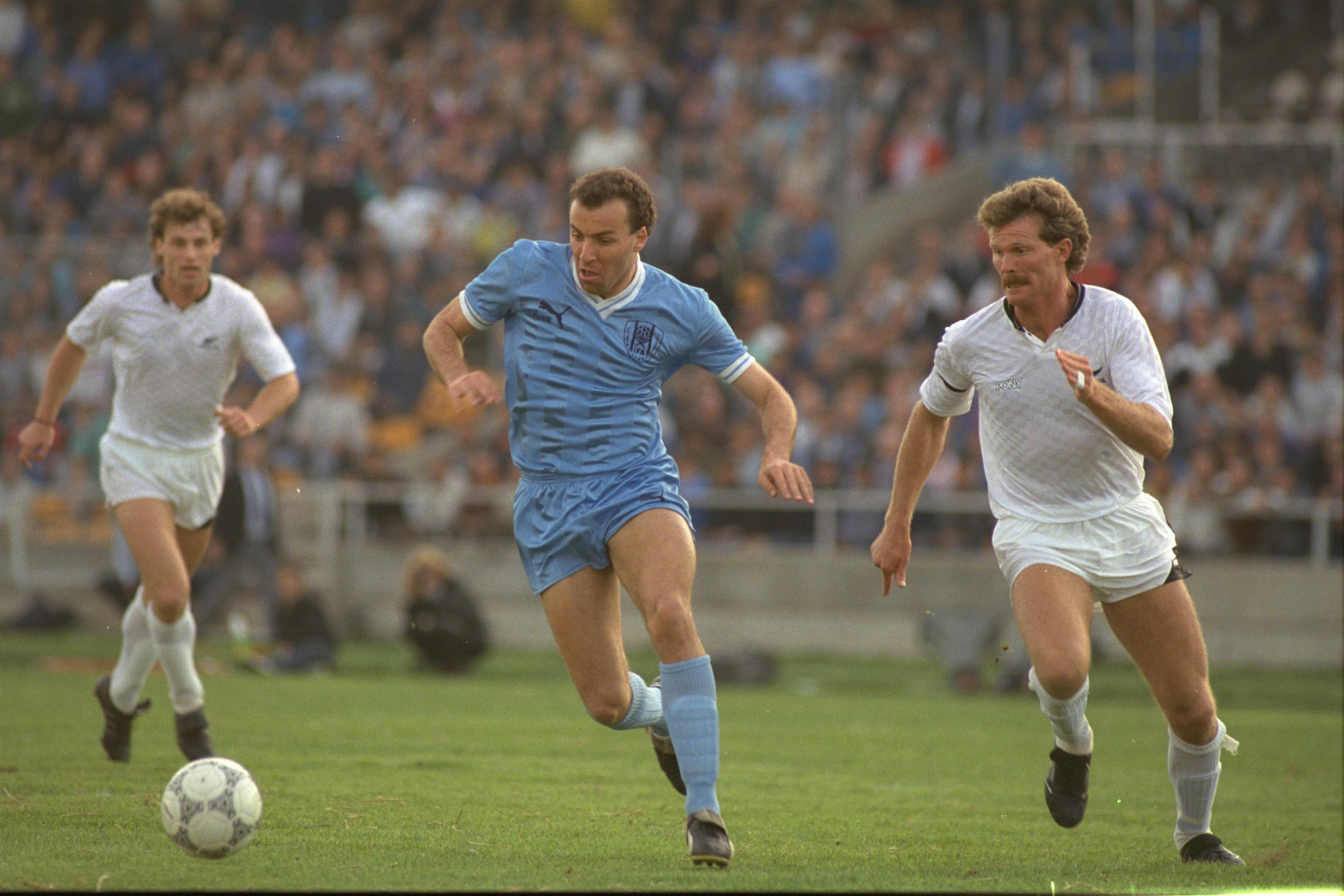
Ізраїльський форвард Ронні Розенталь під час матчу Ізраїль-Нова Зеландія, 5 березня 1989 року

Але результати, які продемонструвала збірна під час свого дебютного виступу в кваліфікації фінальної частини чемпіонату світу 1982 року надалі не були підтверджені такою ж вдалою грою. У кваліфікації до чемпіонату світу 1986 року Нова Зеландія посіла лише третє місце, дозволивши випередити себе Австралії та Ізраїлю, аналогічний результат новозеландці продемонстрували й в 1990 році. А в кваліфікації до чемпіонату світу 1994 року новозеландці поступилися австралійцям за сумою двох поєдинків з рахунком 0:4, пізніше новозеландці знову поступалися збірній Австралії в Кубку націй ОФК 1996 року та кваліфікації до чемпіонату світу 1998 року.

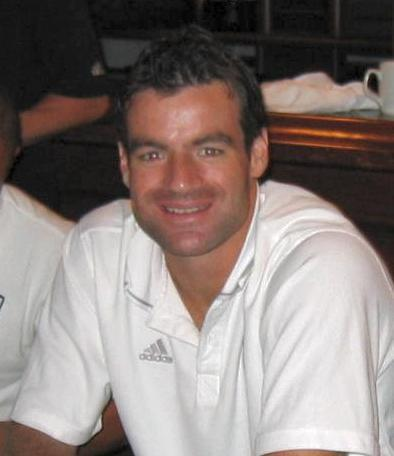
Захисник Раян Нельсен, 2004 рік, автор переможного голу в ворота Австралії у фіналі Кубку націй ОФК 2002 року.

Наступного року збірна Нової Зеландії під керівництвом англійця Кена Дагдейла виграла свій другий титул переможця Кубку націй ОФК. Спочатку новозеландці посіли перше місце в групі А, потім у півфіналі перемогли Фіджі з рахунком 1:0, і, нарешті, в фіналі турніру перемогли свого принципового суперника, збірну Австралії, також з рахунком 1:0, переможним голом у ворота австралійців відзначився Марк Бартон. Завдяки цьому успіху збірна Нової Зеландії отримала право зіграти в Кубку конфедерацій 1999, але у своїй відбірній групі, разом зі збірними США, Німеччини та Бразилії, посіла останнє 4-те місце. Не маючи досвіду виступів на таких змаганнях новозеландці відзначилися лише одним голом у шести матчах, цей єдиний м'яч забив Кріс Зоричич. Збірна Нової Зеландії у Кубку націй ОФК 2000 знову дійшла до фіналу, при цьому в півфіналі з рахунком 2:0, завдяки дублю Саймона Елліота вони здолали збірну Соломонових островів. У фіналі турніру проти австралійців новозеландці не змогли захистити своє торішнє чемпіонство та програли з рахунком 0:2. Збірна Нової Зеландії потрапила до групи 2 в кваліфікації до чемпіонату світу 2002 року. У груповому раунді новозеландці з рахунком 6:1 переграли Вануату, а в фіналі переграли австралійців.
Але незабаром Кен Дагдейл йде у відставку, а його наступником стає Нік Вейт. На домашньому для збірної Нової Зеландії Кубку націй ОФК 2002 господарі турніру стають його тріумфаторами, перемігши Вануату з рахунком 3:0. У фінаді Кубку новозеландці мінімально перемогли австралійців, єдиний м'яч у тому поєдинку на 78-й хвилині забив Раян Нельсен. Після цього успіху в новому рейтингу футбольних збірних світу, який було оприлюднено в серпні 2002 року, збірна Нової Зеландії посіла найвище місце за всю історію своїх виступів, 47-ме. Завдяки цьому усіху збірна Нової Зеландії кваліфікувалася для участі у Кубку конфедерацій 2003, на груповому етапі вони потрапили до однієї групи зі збірними Японії, Колумбії та Франції. На цьому етапі новозеландці зазнали трьох поразок поспіль. У цих тьох зустрічах збірна Нової Зеландії пропустила 11 м'ячів у свої ворота, натомість забила лише 1, у ворота Колумбії, автором цього голу був Раффель де Грегоріо. Наступний матч новозеландці зіграли у Кубку виклику АФК/ОФК проти збірної Ірану, в якому досвідченіші іранці впевнено перемогли з рахунком 3:0.
На Кубку націй ОФК 2004 року та у кваліфікації до чемпіонату світу 2006 року збірна Нової Зеландії не змогла досягти успіху, програвши не лише Австралії, але й Вануату з рахунком 2:4. Після цього Рікі Герберт змінив Майка Вейтта на посаді тренера, і в 2005 році провів з командою лише один матч проти збірної Австралії. Але вже наступного року під його керівництвом збірна Нової Зеландії здійснила європейське турне, в рамках якого здобула першу перемогу над європейською збірною. Новозеландці переграли з рахунком 3:1 збірну Грузії. Через невиразну гру та невелику кількість товариських матчів, яка пов'язана з географічною віддаленістю країни, новозеландці в рейтингу ФІФА опустилися на 166-те місце, а у вересні 2007 року — на 156-те місце.

### Друга кваліфікація до чемпіонату світу (2009—2013)

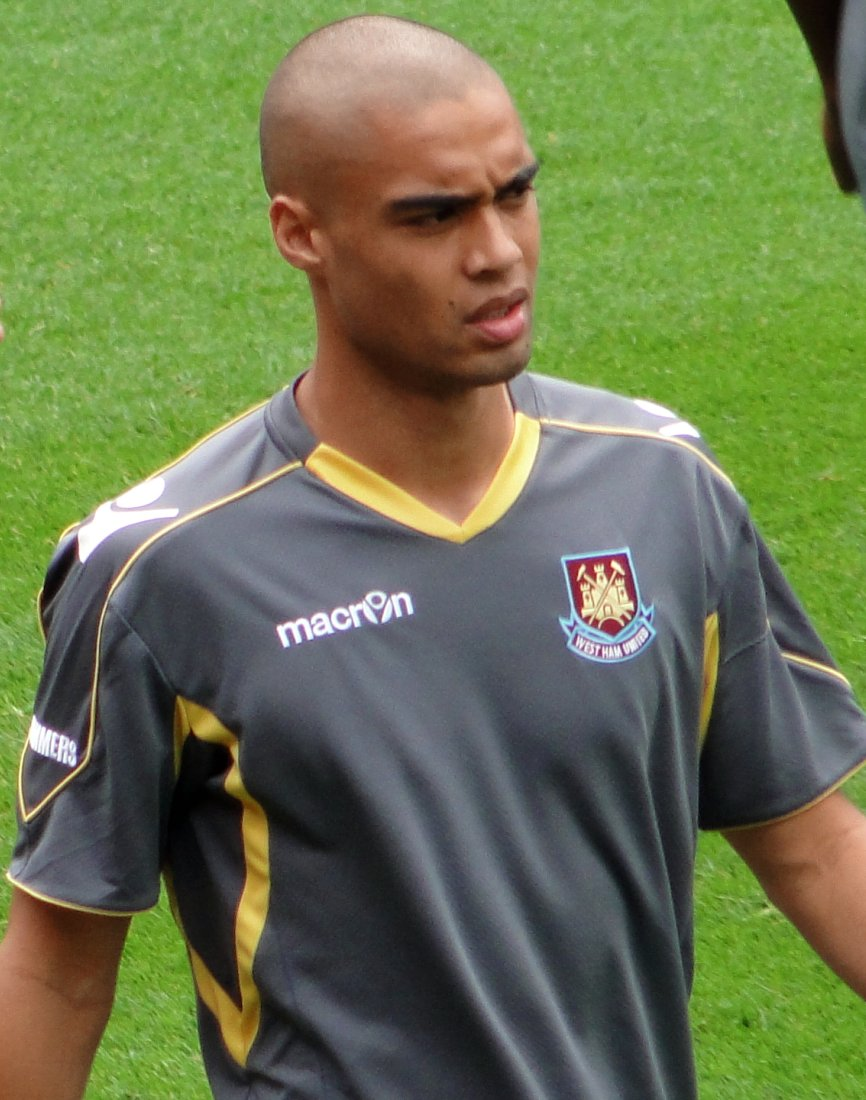
Вінстон Рід, в 2010 році захищав кольори Вест Гем Юнайтед, найкращий бомбардир збірної Нової Зеландії на Чемпіонаті світу з футболу 2010 року

У 2006 році Австралія вступила до АФК, Азійської футбольної конфедерації, після чого Нова Зеландія залишилися явним фаворитом в Футбольній конфедерації Океанії. Як наслідок вже у кваліфікації до чемпіонату світу 2010 року, складовою частиною якої був Кубок націй ОФК 2008 року, новозеландці повністю домінували на Кубку націй. На чолі з форвардом збірної Шейном Смелцем вони виграли цей трофей, при цьому в 5 матчах турніру святкували перемогу й лише одного разу зазнали поразки. У раунді плей-оф за право виходу до фінальної частини Чемпіонату світу їх суперником була збірна Бахрейну. Після нульової ничиї в першому матчі, в другому поєдинку новозеландці таки досягли успіху. У другому матчі тривалий час рахунок не могла відкрити жодна команда, допоки на 45-й хвилині поєдинку Рорі Фаллон не забив єдиний в тій зустрічі м'яч, а воротар новозеландців Марк Пастон відбив пенальті у другому таймі того поєдинку. В червні 2009 року як переможець Кубку націй ОФК збірна Нової Зеландії вирушила на Кубок конфедерацій 2009. У груповому раунді новозеландці зазнали двох поразок поспіль, після чого завершили свої виступи на турнірі нульовою нічиєю з Іраком.
В рамках підготовки до чемпіонату світу 2010 року збірна Нової Зеландії проводила тренувальний збір в Австрії, в рамках якого зіграла велику кількість товариських матчів. В рамках цієї підготовки новозеландці зіграли зі збірною Сербії, яка на той час в рейтингу ФІФА займала 15-те місце, та перемогли її з рахунком 1:0, ця перемога стала найбільшим успіхом тренера новозеландської збірної. За результатами жеребкування у фінальній частині чемпіонату світу збірна Нової Зеландії потрапила до групи F, разом зі Словаччиною, Італією та Парагваєм. У першому матчі на чемпіонаті світу 2010 року збірна Нової Зеландії вирвала нічию на 93-й хвилині матчі завдяки влучному пострілу захисника Вінстона Ріда, варто відзначити, що перший м'яч у тій зустрічі забили саме словаки на початку другого тайму. Тренер Рікі Герберт сказав таке після гри: «Ми мали певні наміри та знали, як застосувати їх проти такої талановитої команди. Настав час, щоб підняти розвиток спорту в країні на вищий рівень. Я дуже щасливий». Своє друге очко на турнірі новозеландці здобули проти чинних на той час чемпіонів світу, збірної Італії. А в третьому поєдинку, проти Парагваю, було зафіксовано нічию з рахунком 0:0. Новозеландці не змогли вийти до плей-оф чемпіонату світу, але залишили турнір непереможеними, посівши третє місце в своїй групі та випередили, таким чином, італійців. Новозеландці стали єдиною збірною, яка не програла жодного матчу на тому турнірі, оскільки навіть збірна Іспанії, майбутній переможець чемпіонату світу, на груповому етапі програла свій перший поєдинок збірній Швейцарії.
На Кубку націй ОФК 2012 року новозеландці досить сенсаційно поступилися Новій Каледонії на півфінальній стадії з рахунком 0:2, але у матчі за 3-тє місце здобули важку перемогу над збірною Соломонових островів з рахунком 4:3. Ця поразка стала найгіршим результатом у виступах збірної з моменту приходу на посаду головного тренера Рікі Герберта. «Ківі» продовжили свої виступи в кваліфікації до чемпіонату світу 2014 року. У своїй відбірній групі новозеландці виграли усі 6 матчів та здобули право у плей-оф позмагатися за перепустку до фінальної частини чемпіонату світу з Мексикою. Але на цій стадії змагань збірна Нової Зеландії за сумою двох матчів поступилася з рахунком 3:9, незабаром після чого Герберт подав у відставку.

### Доба Ентоні Гадсона
У серпні 2014 року новим головним тренером збірної Нової Зеландії було призначено Ентоні Гадсона. В першому матчі під керівництвом Гадсона на виїзді новозеландці поступилися з рахунком 1:3 Узбекистану, але надалі, з березня 2015 року, збірна залишалася непереможеною, пропустивши за цей період лише 2 голи, в тому числі й один від Оману, який на той момент займав високе 67-ме місце (проти 92-го в новозеландців) у Рейтингу національних футбольних збірних за версію ФІФА, в якому, до речі, новозеландці здобули мінімальну перемогу з рахунком 1:0.
Збірна Нової Зеландії тріумфувала на Кубку націй ОФК 2016 року, здобувши 5 перемог на турнірі та пропустивши в цих 5 матчах лише один м'яч (з пенальті). Перемога новозеландців на цьому турнірі зробила їх найуспішнішою збірною за всю історію проведення Кубку націй ОФК, Нова Зеландія вже вп'яте стала її переможцем, а також дозволила їм кваліфікуватися для участі в Кубку конфедерацій 2017, який відбудеться в Росії.

## Форма, емблема та символи

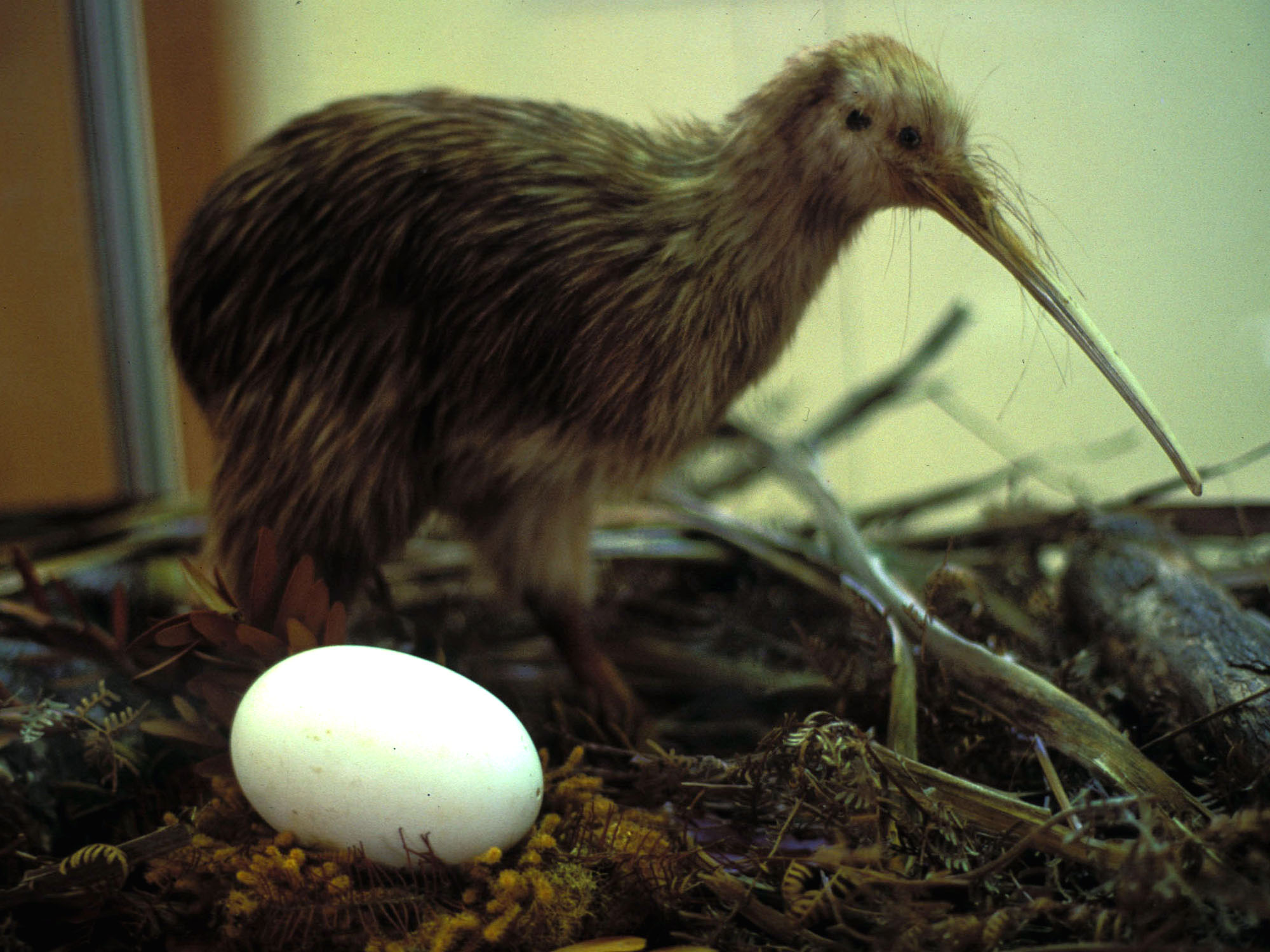
Птах Ківі, один із символів Нової Зеландії, на честь якого футбольна збірна й отримала це прізвисько.

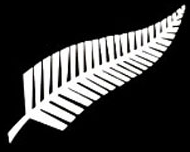
Циатея серебриста — символ національної збірної.

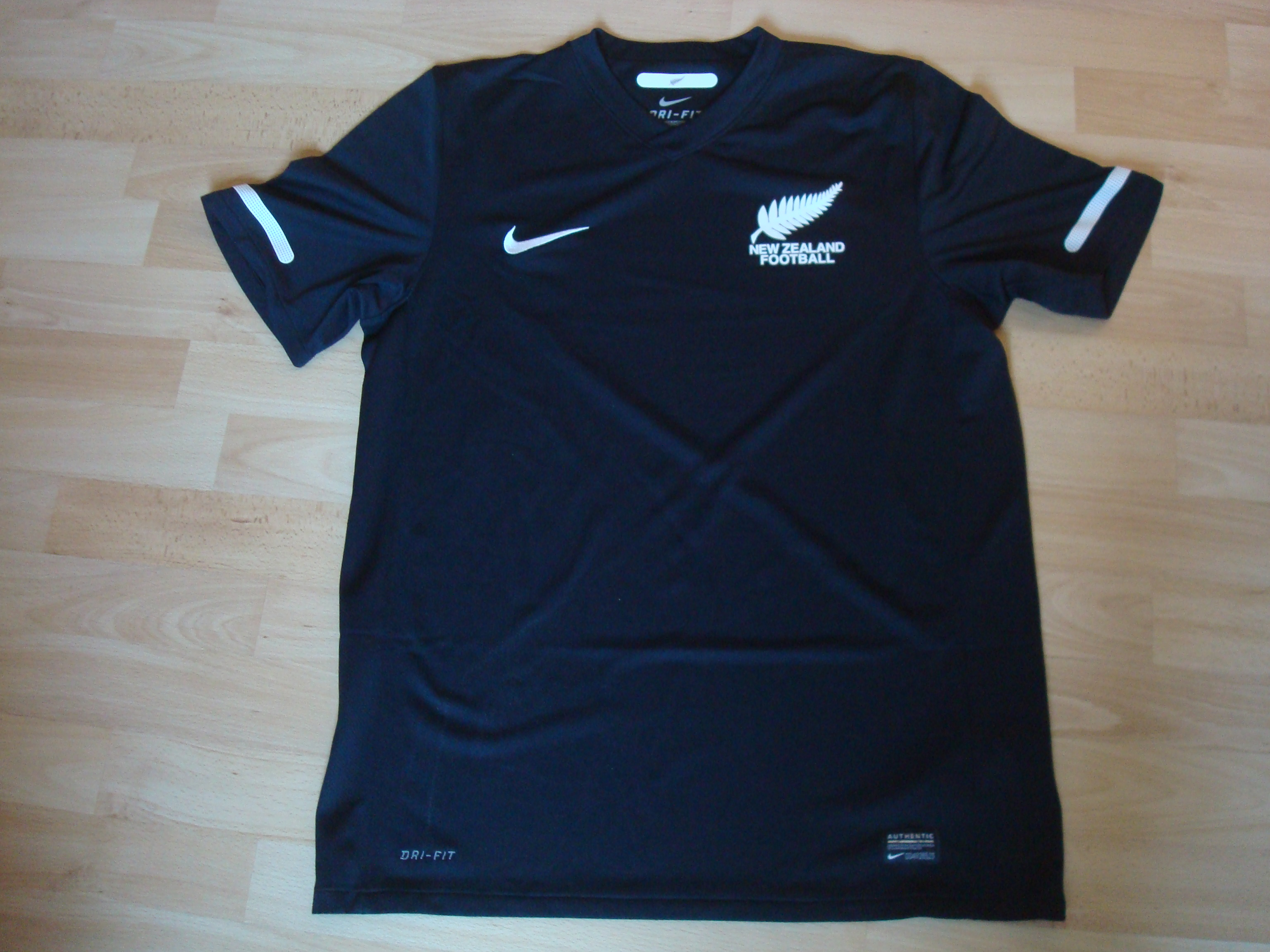
Виїзна футболка національної збірної, 2010 рік.

Збірна Нової Зеландії з футболу, як й інші новозеландські збірні, з моменту свого заснування виступає в чорних шортах та білій футболці. Першим прізвиськом збірної було «All Blacks», яке перейшло до збірної від регбістів, пізніше у збірної з'явилося нове прізвисько — «Ківі», яка є символом Нової Зеландії серед тварин, саме це прізвисько надалі й закріпилося за збірною.
У кваліфікації до чемпіонату світу 1982 року збірна Нової Зеландії вперше змінила колір своєї форми з чорного на білий (постачальником форми для національної збірної на той час була фірма Adidas), сталося це напередодні матчу плей-оф проти збірної Тайваню і надалі продовжувала виступи саме в цій формі. З цього часу за збірною закріпилося інше прізвисько «All Whites».
На відміну від інших новозеландських спортивних команд футбольна збірна країни перед початком матчу не виконує хака. Раян Нельсен, капітан «All Whites» під час чемпіонату світу 2010 року сказав наступне: «Не думаю, що група з одинадцяти білих худорлявих хлопців зможе когось дуже налякати». Проте питання про виконання танка маорі в матчах кваліфікації до чемпіонату світу вже порушував Лео Бертос, отож, можна припустити, що виконання хаки національною футбольною збірною Нової Зеландії є лише питанням часу.
Збірна використовує спортивну форму виробництва американської компанії Nike з 2004 року. Домашня форма новозеландців складається з білої сорочки та білих шортів, а виїзна — з чорної футболки та чорних шортів. У верхній лівій частині футболки знаходиться гілка папороті срібного кольору, один з символів Нової Зеландії.

## Про гравців
У перші роки свого існування збірна Нової Зеландії складалася виключно з гравців, які грали в місцевому чемпіонаті та мали аматорський статус. Створення національного чемпіонату в 1970 році із напівпрофесійним статусом пішов на користь національній збірній.
У кваліфікації до чемпіонату світу 1982 року лише один гравець, Вінтон Руфер, виступав у Європі, в англійському клубі «Норвіч Сіті». Але у фінальній частині турніру, який проходив у Іспанії, всі гравці збірної були представниками Океанії, виступаючи або в Австралії, або в Новій Зеландії. Також у збірній грало багато британських гравців, які до отримання ними громадянства Нової Зеландії виховувалися та розпочинали свої виступи в англійському чемпіонаті. Таких у складі новозеландців у заявці на фінальну частину чемпіонату світу 1982 року виявилося 8 чоловік.
У 1990-х роках кількість новозеландських гравців, які грають за кордоном значно зросла. Так, на Кубку конфедерацій 1999 року вже 5 новозеландських футболістів виступали в європейських чемпіонатах. У 2003 році більшість вікових гравців, які раніше виступали в Європі, переїхали до США, в той час як молодші гравці переїхали до австралійського чемпіонату де виступали в клубі, який представляв новозеландську франшизу в місцевому чемпіонаті, «Нью-Зіленд Кінгс».
Однак зростаюча кількість новозеландських гравців, які виступали за кордоном, створювала й проблеми для місцевої футбольної федерації, в першу чергу — труднощі, які пов'язані із запрошенням на товариські матчі збірної. Також виникли проблеми при підготовці до кваліфікаційних матчів чемпіонату світу 2010 року, оскільки відразу 7 гравців збірної виступали в Європі й вони прибули в розташування збірної лише напередодні матчів.

## Ключові гравці
| Матчів | Ім'я          | Період    | Голів |
| ------ | ------------- | --------- | ----- |
| 88     | Іван Віцеліч  | 1995-2013 | 6     |
| 69     | Саймон Елліот | 1995-2011 | 6     |
| 64     | Воген Ковені  | 1992-2007 | 28    |
| 61     | Рікі Герберт  | 1980-1989 | 7     |
| 60     | Кріс Джексон  | 1990-2003 | 10    |

| Голи | Ім'я         | Період    | Матчів |
| ---- | ------------ | --------- | ------ |
| 28   | Воген Ковені | 1992-2007 | 64     |
| 24   | Шейн Смелц   | 2003-     | 51     |
| 22   | Стів Самнер  | 1976-1988 | 58     |
| 21   | Браян Тернер | 1967-1982 | 59     |
| 17   | Джок Ньюолл  | 1951-1952 | 10     |

На початку 1950-х років, Джок Ньюолл, шотландський нападник забив 28 м'ячів у 17 матчах у складі збірної Нової Зеландії, в тому числі 17 голів в 10 офіційних іграх протягом двох турнірів, які були організовані на островах Тихого океану. Його рекорд за кількістю проведених офіційних матчів побив Браян Тернер в 1981 році, а з урахуванням товариських — Воген Ковені в 2004 році. У 2004 році було встановлено, що до цієї групи гравців має приєднатися вже покійний на той час Джок Ньюолл.
Нападаючий Браян Тернер, який народився в 1949 році в Англії, приєднався до збірної в 1967 році на турнірі в Південному В'єтнамі. Після того, як гравець отримав досвід професійних виступів в Англії, особливо в складі «Брентфорду», він повернувся до Нової Зеландії та виграв у складі свого нового клубу в 1973 році Кубок Океанії; нападник або атакувальний півзахисник з хорошою технікою, він був обраний найкращим гравцем Нової Зеландії в 1974, 1979 та 1980 роках та потрапив до складу збірної в 1982 році для участі на чемпіонаті світу. З 59 зіграними матчами та 21 забитим м'ячем у 1995 році він потрапив до Зали слави новозеландського футболу.

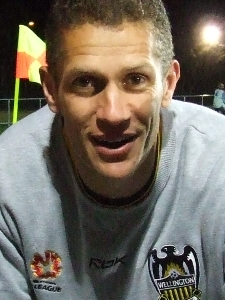
Воген Ковені, в 2008 році гравець «Веллінгтон Фенікс», найкращий в історії бомбардир збірної Нової Зеландії.

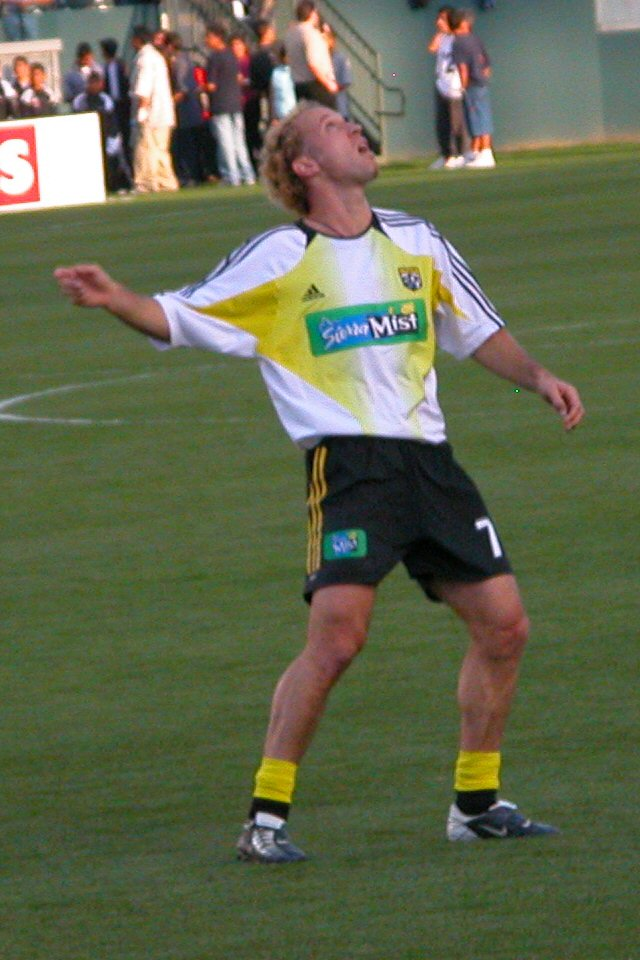
Саймон Елліот, у футболці «Коламбус Крю», один з гравців, які зіграли в складі збірної Нової Зеландії найбільше матчів

У 2002 році всі гравці новозеландської збірної, які зіграли на чемпіонаті світу 1982 року, потрапили до Зали слави новозеландського футболу.
Воротар новозеландців Річард Вілсон, який відпочивав під час матчів плей-оф, став автором найтривалішої «сухої серії» (921 хвилина) під час фінальних частин чемпіонатів світу з футболу. Проте це не завадило тодішньому головному тренеру збірної Джону Ешхеду в кваліфікаційних матчах надати перевагу Френку ван Хаттуму. Захисник команди Рікі Герберт забив два вирішальні м'ячі під час кваліфікації до ЧС у ворота Саудівської Аравії та Китаю. Він посідає четверте місце за кількістю зіграних матчів у футболці збірної Нової Зеландії (61). У 2005 році його було призначено головним тренером новозеландської збірної. Півзахисник Стів Самнер, який також народився в Англії, був капітаном національної збірної Нової Зеландії. Він забив 6 м'ячів у ворота Фіджі у переможному (13:0) для новозеландців матчі, встановивши, таким чином, рекорд результативності гравця в офіційному матчі під егідою ФІФА, а також забив один м'яч у програному (з рахунком 2:5) новозеландцями матчі збірній Шотландії на чемпіонаті світу. Загалом у футболці збірної Нової Зеландії він зіграв 105 матчів, в тому числі й 58 — офіційних, в 1983 році обирався гравцем року в Новій Зеландії, а в 1991 році був включений до Зали слави. Нападник Вінтон Руфер, який народився 1962 року, був єдиним на той час професійним футболістом у складі збірної, він же був і наймолодшим гравцем, якого викликали до табору збірної Нової Зеландії. Був найкращим бомбардиром збірної в плей-оф, тривалий час виступав у Європі, став переможцем Кубку володарів кубків 1992 року в складі бременського «Вердера». Його було тричі названо найкращим гравцем Тихоокеанського регіону (в 1989, 1990 та 1992 роках), також за версією IFFHS обрано найкращим футболістом Океанії ХХ століття, а також став першим футболістом, який увійшов до Зали слави новозеландського спорту в 2005 році · .
Форвард Воген Ковені провів найбільше офіційних матчів у футболці збірної Нової Зеландії (64), більшу частину своєї кар'єри нападник провів у Австралії, у клубі «Саут Мельбурн», в складі якого виграв Клубний чемпіонат Океанії 1999 року. У складі збірної Нової Зеландії виграв Кубок Океанії 1998 року, найкращий бомбардир національної збірної (в 64-ох матчах забив 28 м'ячів). Центральний захисник/опорний півзахисник Саймон Елліот був капітаном збірної під час Кубку націй ОФК 2002 року. Він народився в 1974 році й більшу частину своєї кар'єри провів у Major League Soccer, а також став переможцем Кубку націй ОФК 2008 року. За кількістю зіграних мвтчів у футболці національної збірної (69) посідає друге місце, завершив кар'єру професійного футболіста в 2011 році, після участі в чемпіонаті світу 2010 року. Захисник/півзахисник Іван Віцеліч у складі збірної Нової Зеландії в 1998 році ставав переможцем Кубку націй ОФК, а також брав участь в розіграшах цього турніру в 2002 та 2008 роках. За національну збірну завершив свої виступи завершив у 2008 році, але вже наступного року на прохання тодішнього головного тренера новозеландців Рікі Герберта все ж повернувся. Його було викликано до складу збірної на Кубок націй ОФК, також був у складі новозеландської збірної на чемпіонаті світу 2010 року й став рекордсменом збірної за кількістю зіграних матчів (станом на листопад 2013 року зіграв 88 матчів та забив 6 м'ячів). Захисник Кріс Зорічич був капітаном збірної на Кубку націй ОФК 1998 та 2002 року, а також на Кубках конфедерації 1999 та 2003 років. У складі збірної Нової Зеландії він зіграв 58 матчів та забив 4 м'ячі.
Захисник Раян Нельсен, який народився в 1977 році, провів більшу частину своєї кар'єри в Європі, в тому числі й у клубі «Блекберн Роверз». Він став автором переможного голу у ворота Австралії у фіналі Кубку націй ОФК 2002 року, також був капітаном збірної на чемпіонаті світу 2010 року. Двічі був визнаний найкращим футболістом Океанії, завершив кар'єру гравця у 2013 році, у футболці збірної зіграв 49 матчів, забив 6 м'ячів. Нападник Шейн Смелц у списку найкращих бомбардирів збірної Нової Зеландії посідає друге місце. Зараз продовжує виступати у футболці національної збірної, в 2007 році став найкращим гравцем Тихоокеанського регіону, відзначився голом у історичном товариському матчі проти Сербії, принісши історичну перемогу для новозеландців.

## Чемпіонат світу
Збірна Нової Зеландії вперше взяла участь в матчі кваліфікації до Чемпіонату віту 28 вересня 1969 року, це був поєдинок проти збірної Ізраїлю. Взявши участь в 12-ти кваліфікаційних етапах турніру, в 1982 році збірна Нової Зеландії стала другою футбольною збірною від Океанії (після Австралії в 1974 році), яка виходила до фінальної частини чемпіонату світу з футболу.
| Результати виступів на Чемпіонаті світу | Результати виступів на Чемпіонаті світу | Результати виступів на Чемпіонаті світу | Результати виступів на Чемпіонаті світу | Результати виступів на Чемпіонаті світу | Результати виступів на Чемпіонаті світу | Результати виступів на Чемпіонаті світу | Результати виступів на Чемпіонаті світу | Результати виступів на Чемпіонаті світу |     | Чемпіонат світу ФІФА результати кваліфікації | Чемпіонат світу ФІФА результати кваліфікації | Чемпіонат світу ФІФА результати кваліфікації | Чемпіонат світу ФІФА результати кваліфікації | Чемпіонат світу ФІФА результати кваліфікації | Чемпіонат світу ФІФА результати кваліфікації |
| Рік                                     | Результат                               | Місце                                   | Іг.                                     | В                                       | Н                                       | П                                       | ЗМ                                      | ПМ                                      | Іг. | В                                            | Н                                            | П                                            | ЗМ                                           | ПМ                                           |                                              |
| --------------------------------------- | --------------------------------------- | --------------------------------------- | --------------------------------------- | --------------------------------------- | --------------------------------------- | --------------------------------------- | --------------------------------------- | --------------------------------------- | --- | -------------------------------------------- | -------------------------------------------- | -------------------------------------------- | -------------------------------------------- | -------------------------------------------- | -------------------------------------------- |
| 1930                                    | Не брала участі                         | Не брала участі                         | Не брала участі                         | Не брала участі                         | Не брала участі                         | Не брала участі                         | Не брала участі                         | Не брала участі                         | –   | –                                            | –                                            | –                                            | –                                            | –                                            |                                              |
| 1934                                    | Не брала участі                         | Не брала участі                         | Не брала участі                         | Не брала участі                         | Не брала участі                         | Не брала участі                         | Не брала участі                         | Не брала участі                         | –   | –                                            | –                                            | –                                            | –                                            | –                                            |                                              |
| 1938                                    | Не брала участі                         | Не брала участі                         | Не брала участі                         | Не брала участі                         | Не брала участі                         | Не брала участі                         | Не брала участі                         | Не брала участі                         | –   | –                                            | –                                            | –                                            | –                                            | –                                            |                                              |
| 1950                                    | Не брала участі                         | Не брала участі                         | Не брала участі                         | Не брала участі                         | Не брала участі                         | Не брала участі                         | Не брала участі                         | Не брала участі                         | –   | –                                            | –                                            | –                                            | –                                            | –                                            |                                              |
| 1954                                    | Не брала участі                         | Не брала участі                         | Не брала участі                         | Не брала участі                         | Не брала участі                         | Не брала участі                         | Не брала участі                         | Не брала участі                         | –   | –                                            | –                                            | –                                            | –                                            | –                                            |                                              |
| 1958                                    | Не брала участі                         | Не брала участі                         | Не брала участі                         | Не брала участі                         | Не брала участі                         | Не брала участі                         | Не брала участі                         | Не брала участі                         | –   | –                                            | –                                            | –                                            | –                                            | –                                            |                                              |
| 1962                                    | Не брала участі                         | Не брала участі                         | Не брала участі                         | Не брала участі                         | Не брала участі                         | Не брала участі                         | Не брала участі                         | Не брала участі                         | –   | –                                            | –                                            | –                                            | –                                            | –                                            |                                              |
| 1966                                    | Не брала участі                         | Не брала участі                         | Не брала участі                         | Не брала участі                         | Не брала участі                         | Не брала участі                         | Не брала участі                         | Не брала участі                         | –   | –                                            | –                                            | –                                            | –                                            | –                                            |                                              |
| 1970                                    | Не кваліфікувалася                      | Не кваліфікувалася                      | Не кваліфікувалася                      | Не кваліфікувалася                      | Не кваліфікувалася                      | Не кваліфікувалася                      | Не кваліфікувалася                      | Не кваліфікувалася                      | 2   | 0                                            | 0                                            | 2                                            | 0                                            | 6                                            |                                              |
| 1974                                    | Не кваліфікувалася                      | Не кваліфікувалася                      | Не кваліфікувалася                      | Не кваліфікувалася                      | Не кваліфікувалася                      | Не кваліфікувалася                      | Не кваліфікувалася                      | Не кваліфікувалася                      | 6   | 0                                            | 3                                            | 3                                            | 5                                            | 12                                           |                                              |
| 1978                                    | Не кваліфікувалася                      | Не кваліфікувалася                      | Не кваліфікувалася                      | Не кваліфікувалася                      | Не кваліфікувалася                      | Не кваліфікувалася                      | Не кваліфікувалася                      | Не кваліфікувалася                      | 4   | 2                                            | 1                                            | 1                                            | 14                                           | 4                                            |                                              |
| 1982                                    | Груповий етап                           | 23-тє                                   | 3                                       | 0                                       | 0                                       | 3                                       | 2                                       | 12                                      | 15  | 9                                            | 5                                            | 1                                            | 44                                           | 10                                           |                                              |
| 1986                                    | Не кваліфікувалася                      | Не кваліфікувалася                      | Не кваліфікувалася                      | Не кваліфікувалася                      | Не кваліфікувалася                      | Не кваліфікувалася                      | Не кваліфікувалася                      | Не кваліфікувалася                      | 6   | 3                                            | 1                                            | 2                                            | 13                                           | 7                                            |                                              |
| 1990                                    | Не кваліфікувалася                      | Не кваліфікувалася                      | Не кваліфікувалася                      | Не кваліфікувалася                      | Не кваліфікувалася                      | Не кваліфікувалася                      | Не кваліфікувалася                      | Не кваліфікувалася                      | 6   | 3                                            | 1                                            | 2                                            | 13                                           | 8                                            |                                              |
| 1994                                    | Не кваліфікувалася                      | Не кваліфікувалася                      | Не кваліфікувалася                      | Не кваліфікувалася                      | Не кваліфікувалася                      | Не кваліфікувалася                      | Не кваліфікувалася                      | Не кваліфікувалася                      | 6   | 3                                            | 1                                            | 2                                            | 15                                           | 5                                            |                                              |
| 1998                                    | Не кваліфікувалася                      | Не кваліфікувалася                      | Не кваліфікувалася                      | Не кваліфікувалася                      | Не кваліфікувалася                      | Не кваліфікувалася                      | Не кваліфікувалася                      | Не кваліфікувалася                      | 6   | 3                                            | 0                                            | 3                                            | 13                                           | 6                                            |                                              |
| 2002                                    | Не кваліфікувалася                      | Не кваліфікувалася                      | Не кваліфікувалася                      | Не кваліфікувалася                      | Не кваліфікувалася                      | Не кваліфікувалася                      | Не кваліфікувалася                      | Не кваліфікувалася                      | 6   | 4                                            | 0                                            | 2                                            | 20                                           | 7                                            |                                              |
| 2006                                    | Не кваліфікувалася                      | Не кваліфікувалася                      | Не кваліфікувалася                      | Не кваліфікувалася                      | Не кваліфікувалася                      | Не кваліфікувалася                      | Не кваліфікувалася                      | Не кваліфікувалася                      | 5   | 3                                            | 0                                            | 2                                            | 17                                           | 5                                            |                                              |
| 2010                                    | Груповий етап                           | 22-ге                                   | 3                                       | 0                                       | 3                                       | 0                                       | 2                                       | 2                                       | 8   | 6                                            | 1                                            | 1                                            | 15                                           | 5                                            |                                              |
| 2014                                    | Не кваліфікувалася                      | Не кваліфікувалася                      | Не кваліфікувалася                      | Не кваліфікувалася                      | Не кваліфікувалася                      | Не кваліфікувалася                      | Не кваліфікувалася                      | Не кваліфікувалася                      | 13  | 9                                            | 1                                            | 3                                            | 28                                           | 18                                           |                                              |
| 2018                                    | Не кваліфікувалася                      | Не кваліфікувалася                      | Не кваліфікувалася                      | Не кваліфікувалася                      | Не кваліфікувалася                      | Не кваліфікувалася                      | Не кваліфікувалася                      | Не кваліфікувалася                      | 13  | 8                                            | 4                                            | 1                                            | 24                                           | 6                                            |                                              |
| 2022                                    | Не кваліфікувалася                      | Не кваліфікувалася                      | Не кваліфікувалася                      | Не кваліфікувалася                      | Не кваліфікувалася                      | Не кваліфікувалася                      | Не кваліфікувалася                      | Не кваліфікувалася                      | 6   | 5                                            | 0                                            | 1                                            | 18                                           | 2                                            |                                              |
| 2026                                    | Кваліфікувалась                         |                                         |                                         |                                         |                                         |                                         |                                         |                                         | 4   | 4                                            | 0                                            | 0                                            | 26                                           | 1                                            |                                              |
| Усього                                  | Груповий етап                           | 3/23                                    | 6                                       | 0                                       | 3                                       | 3                                       | 4                                       | 14                                      | 106 | 62                                           | 18                                           | 26                                           | 265                                          | 102                                          |                                              |

## Кубок Конфедерацій
Збірна Нової Зеландії як переможець Кубку націй ОФК тричі брала участь у Кубку Конфедерацій. У цьому змаганні новозеландці зазнали восьми поразок на турнірі, в тому числі й з рахунком 0:5 від Франції в 1999 році та від Бразилії в 2009 році, а також розписали нульову нічию з Іраком в 2009 році.
| Виступи на кубку Конфедерацій | Виступи на кубку Конфедерацій         | Виступи на кубку Конфедерацій         | Виступи на кубку Конфедерацій         | Виступи на кубку Конфедерацій         | Виступи на кубку Конфедерацій         | Виступи на кубку Конфедерацій         | Виступи на кубку Конфедерацій         | Виступи на кубку Конфедерацій         |
| Рік                           | Результат                             | Позиція                               | Іг.                                   | В                                     | Н                                     | П                                     | ЗМ                                    | ПМ                                    |
| ----------------------------- | ------------------------------------- | ------------------------------------- | ------------------------------------- | ------------------------------------- | ------------------------------------- | ------------------------------------- | ------------------------------------- | ------------------------------------- |
| 1992                          | Представник від ОФК не був запрошений | Представник від ОФК не був запрошений | Представник від ОФК не був запрошений | Представник від ОФК не був запрошений | Представник від ОФК не був запрошений | Представник від ОФК не був запрошений | Представник від ОФК не був запрошений | Представник від ОФК не був запрошений |
| 1995                          | Представник від ОФК не був запрошений | Представник від ОФК не був запрошений | Представник від ОФК не був запрошений | Представник від ОФК не був запрошений | Представник від ОФК не був запрошений | Представник від ОФК не був запрошений | Представник від ОФК не був запрошений | Представник від ОФК не був запрошений |
| 1997                          | Не кваліфікувалася                    | Не кваліфікувалася                    | Не кваліфікувалася                    | Не кваліфікувалася                    | Не кваліфікувалася                    | Не кваліфікувалася                    | Не кваліфікувалася                    | Не кваліфікувалася                    |
| 1999                          | Груповий етап                         | 8-ме                                  | 3                                     | 0                                     | 0                                     | 3                                     | 1                                     | 6                                     |
| 2001                          | Не кваліфікувалася                    | Не кваліфікувалася                    | Не кваліфікувалася                    | Не кваліфікувалася                    | Не кваліфікувалася                    | Не кваліфікувалася                    | Не кваліфікувалася                    | Не кваліфікувалася                    |
| 2003                          | Груповий етап                         | 8-ме                                  | 3                                     | 0                                     | 0                                     | 3                                     | 1                                     | 11                                    |
| 2005                          | Не кваліфікувалася                    | Не кваліфікувалася                    | Не кваліфікувалася                    | Не кваліфікувалася                    | Не кваліфікувалася                    | Не кваліфікувалася                    | Не кваліфікувалася                    | Не кваліфікувалася                    |
| 2009                          | Груповий етап                         | 8-ме                                  | 3                                     | 0                                     | 1                                     | 2                                     | 0                                     | 7                                     |
| 2013                          | Не кваліфікувалася                    | Не кваліфікувалася                    | Не кваліфікувалася                    | Не кваліфікувалася                    | Не кваліфікувалася                    | Не кваліфікувалася                    | Не кваліфікувалася                    | Не кваліфікувалася                    |
| 2017                          | Кваліфікувалася                       | Кваліфікувалася                       | Кваліфікувалася                       | Кваліфікувалася                       | Кваліфікувалася                       | Кваліфікувалася                       | Кваліфікувалася                       | Кваліфікувалася                       |
| 2021                          | Ще не відбувся                        | Ще не відбувся                        | Ще не відбувся                        | Ще не відбувся                        | Ще не відбувся                        | Ще не відбувся                        | Ще не відбувся                        | Ще не відбувся                        |
| Загалом                       | Груповий етап                         | 4/10                                  | 9                                     | 0                                     | 1                                     | 8                                     | 2                                     | 24                                    |

## Кубок націй ОФК
Кубок націй ОФК було засновано в 1973 році. З 1980 по 1996 року турнір не проводився, а з 1996 року був відновлений та почав проводитися один раз на два роки та став слугувати кваліфікаційним раундом для участі в Кубку конфедерацій. Новозеландці п'ять разів ставали переможцями турніру, в тому числі й двічі як країна-господарка.
| Виступи в Кубку націй ОФК | Виступи в Кубку націй ОФК | Виступи в Кубку націй ОФК | Виступи в Кубку націй ОФК | Виступи в Кубку націй ОФК | Виступи в Кубку націй ОФК | Виступи в Кубку націй ОФК | Виступи в Кубку націй ОФК | Виступи в Кубку націй ОФК |
| Рік                       | Результат                 | Місце                     | Іг.                       | В                         | Н                         | П                         | ЗМ                        | ПМ                        |
| ------------------------- | ------------------------- | ------------------------- | ------------------------- | ------------------------- | ------------------------- | ------------------------- | ------------------------- | ------------------------- |
| 1973                      | Чемпіон                   | 1-ше                      | 5                         | 4                         | 1                         | 0                         | 13                        | 4                         |
| 1980                      | Груповий етап             | 5-те                      | 3                         | 1                         | 0                         | 2                         | 7                         | 8                         |
| 1996                      | Третє місце               | 3-тє                      | 2                         | 0                         | 1                         | 1                         | 0                         | 3                         |
| 1998                      | Чемпіон                   | 1-ше                      | 4                         | 4                         | 0                         | 0                         | 11                        | 1                         |
| 2000                      | Фіналіст                  | 2nd                       | 4                         | 3                         | 0                         | 1                         | 7                         | 3                         |
| 2002                      | Чемпіон                   | 1-ше                      | 5                         | 5                         | 0                         | 0                         | 23                        | 2                         |
| 2004                      | Третє місце               | 3-тє                      | 5                         | 3                         | 0                         | 2                         | 17                        | 5                         |
| 2008                      | Чемпіон                   | 1-ше                      | 6                         | 5                         | 0                         | 1                         | 14                        | 5                         |
| 2012                      | Третє місце               | 3-тє                      | 5                         | 3                         | 1                         | 1                         | 8                         | 7                         |
| 2016                      | Чемпіон                   | 1-ше                      | 5                         | 4                         | 1*                        | 0                         | 10                        | 1                         |
| Загалом                   | 5 титулів                 | 10/10                     | 44                        | 33                        | 3                         | 8                         | 110                       | 39                        |

*Нічия означала, що долю матча вирішувала серія післяматчевих пенальті.

## Тренери
З 1957 року 19 фахівців були головними тренерами новозеландської збірної. Лише декілька з них перебували на цій посаді тривалий період. Найдовше серед усіх тренерів на цій посаді перебував Рікі Герберт, він був головним тренером збірної Нової Зеландії з 2005 по 2013 роки.
| Тренер           | Період         | І  | Пер. | Н  | Пор. | Гз | Гп  | Різн. | Перемог % |
| ---------------- | -------------- | -- | ---- | -- | ---- | -- | --- | ----- | --------- |
| Комітет селекції | 1922–1957      | 38 | 14   | 3  | 21   | 91 | 129 | −38   | 36,8      |
| Кен Армстронг    | 1957–1964      | 9  | 7    | 1  | 1    | 28 | 13  | +15   | 77,8      |
| Любиша Брочич    | 1965–1966      | 0  | 0    | 0  | 0    | 0  | 0   | +0    | —         |
| Хуан Шваннер     | 1967–1968      | 7  | 3    | 0  | 4    | 21 | 20  | +1    | 42,9      |
| Любиша Брочич    | 1969           | 6  | 1    | 1  | 4    | 4  | 11  | −7    | 16,7      |
| Беррі Трумен     | 1970–1976      | 31 | 10   | 9  | 12   | 47 | 48  | −1    | 32,3      |
| Воллі Г'юз       | 1977–1978      | 7  | 5    | 1  | 1    | 23 | 4   | +19   | 71,4      |
| Джон Едсгед      | 1979–1982      | 46 | 22   | 11 | 13   | 89 | 53  | +36   | 47,8      |
| Аллан Джонс      | 1983–1984      | 19 | 10   | 4  | 5    | 27 | 17  | +10   | 52,6      |
| Кевін Феллон     | 1985–1988      | 32 | 17   | 5  | 10   | 72 | 32  | +40   | 53,1      |
| Джон Едсгед      | 1989           | 4  | 1    | 1  | 2    | 5  | 7   | −2    | 25,0      |
| Іян Маршалл      | 1990–1993      | 16 | 7    | 1  | 8    | 27 | 16  | +11   | 43,8      |
| Боббі Кларк      | 1994–1995      | 9  | 1    | 2  | 6    | 10 | 22  | −12   | 11,1      |
| Кіт Прітчетт     | 1996–1997      | 9  | 2    | 1  | 6    | 7  | 17  | −10   | 22,2      |
| Джо Макграт      | 1997–1998      | 9  | 3    | 1  | 5    | 13 | 12  | +1    | 33,3      |
| Кен Дагдейл      | 1998–2002      | 34 | 15   | 6  | 13   | 55 | 34  | +21   | 44,1      |
| Мік Вейтт        | 2002–2004      | 18 | 8    | 1  | 9    | 45 | 29  | +16   | 44,4      |
| Рікі Герберт     | 2005–2013      | 60 | 22   | 14 | 24   | 75 | 93  | −18   | 36,7      |
| Ніл Емблем       | 2014           | 2  | 0    | 1  | 1    | 2  | 4   | −2    | 00.0      |
| Ентоні Гадсон    | 2014 — дотепер | 3  | 0    | 1  | 2    | 2  | 6   | −4    | 00.0      |

В перші роки свого існування підготовкою збірної Нової Зеландії займався Комітет селекції, який складався з представників різних футбольних клубів та ліг Нової Зеландії. Першим тренером новозеландської збірної став колишній професійний футболіст «Челсі» Кен Армстронг. Крім тренерської роботи він також показав нові тактичні схеми гри, а в 1991 році його було включено до Зали слави новозеландського футболу. Першим професійним тренером новозеландської збірної став Любиша Брочич, який зайняв цю посаду в 1965 році, проте на цій посаді він протримався лише два роки, до того ж в цей період новозеландці не проводили товариських матчів, отже Любиця змушений був сконцентруватися на офісній роботі. Наступним тренером збірної став чилійсько-угорський спеціаліст Хуан (Янош) Шваннер, але потім головним тренером збірної знову став Любиця Брочич, під керівництвом якого збірна Нової Зеландії виступала в відбірковому турнірі до чемпіонату світу 1970 року.
У червні 1970 року англієць Беррі Трумен, який до цього займав посаду технічного директора Футбольної асоціації Англії, став новим головним тренером новозеландської збірної. Під його керівництвом збірна Нової Зеландії виграла Кубок націй ОФК 1973 року, але не змогла кваліфікуватися для участі в фінальній частині чемпіонату світу 1974 року. Трумен залишив свій пост в 1976 році, під його керівництвом новозеландці провели 49 матчів, в яких здобули 20 перемог та зазнали 16 поразок. Помічник Беррі Трумена під час кваліфікації до чемпіонату світу, англієце Воллі Г'юз замінив його на посаді головного тренера збірної в 1977 році, й під його керівництвом новозеландці провели кваліфікацію до чемпіонату світу 1978 року.
Англієць Джон Едсгед став тренером збірної в травні 1979 року. Колишній футболіст другого англійського дивізіону, згодом став тренером і разом з АФК «Мануревою» став переможцем Кубку Нової Зеландії 1978 року, а також вивів команду до першого дивізіону національного чемпіонату. Був умілим мотиватором, захисник збірної Нової Зеландії Едріен Елрік сказав про нього наступне: «якщо б [він] попросив би нас пройти крізь цегляну стіну, ми зробили б це без сумнівів». Починає залучати молодих гравців до збірної, а в серпні 1980 року здобув престижну перемогу над Аргентиною з рахунком 4:0. Ця перемога стала початком великого досягнення збірної, яка спочатку перемогла в кваліфікації чемпіонату світу 1982 року та вперше в своїй історії вийшла до фінальної частини чемпіонату світу. Після завершення чемпіонату світу його на цій посаді замінив Аллан Джонс, який тренував збірну протягом двох наступних років.

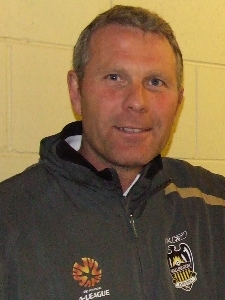
Рікі Герберт, 2008 рік, тренер «All Whites» з лютого 2005 по листопад 2013 року.

Англієць Кевін Феллон, помічник Джона Едсгеда з 1979 по 1982 роки, став головним тренером збірної в травні 1985 року. Зробивши акцент на фізичну підготовку, він не зміг вивести збірну Нової Зеландії на чемпіонат світу 1986 року й залишив свою посаду в грудні 1988 року. Проте в 1995 році він потрапив до Зали слави новозеландського футболу. Пізніше Джон Едсгед повернувся на посаду головного тренера збірної й під його керівництвом новозеландці здобули перемогу в кваліфікації до чемпіонату світу 1990 року, але він не зміг повторити досягнення 1982 року. Він також увійшов до Зали слави новозеландського футболу.
Шотландець Ієн Маршалл став наступним тренером збірної Нової Зеландії в 1989 році. З 1986 по 1989 роки він очолював «Крістчорч Юнайтед», збірною ж він керував протягом трьох років та залишив свою посаду після поразки збірної Нової Зеландії в кваліфікаційному раунді до чемпіонату світу 1994 року. Колишній гравець збірної Шотландії Боббі Кларк став тренером збірної в листопаді 1994 року, на цій посаді він пропрацював протягом двох сезонів. Він залишив цю посаду після поразки Нової Зеландії від Австралії в Кубку націй ОФК в 1996 році. З травня 1997 року новозеландців очолював інший шотландський фахівець, Кіт Прітчетт, під його керівництвом збірна Нової Зеландії зазнала поразку від Папуа Нової Гвінеї в кваліфікації до чемпіонату світу 1998 року. До вересня 1997 року збірну Нової Зеландії тренував ірландець Джо Макграт, під його керівництвом «Ківі» поступилися Індонезії з рахунком 0:5.
Англієць Кен Дагдейл, колишній головний тренер «Вестерн Сабарбс» та колишній помічник головного тренера збірної в 1994 році, був призначений у вересні 1998 року на посаду головного тренера «Ківі». Під його керівництвом новозеландці стали переможцями Кубку націй ОФК, перемігши в фіналі турніру Австралію з рахунком 1:0, а також взяли участь у Кубку конфедерацій 1999 року. В ході турніру Дагдейл застосовував різні тактичні схеми, від 3-5-2 та 4-4-2 при атаці до 4-5-1 при обороні. В 2000 році новозеландці під його керівництвом стають фіналістами Кубку націй ОФК, але після провальної кваліфікації до чемпіонату світу 2002 року, Дагдейл залишив посаду головного тренера, натомість цю посаду зайняв його помічник, англієць Мік Вейтт. Під його керівництвом збірна стала переможницею Кубку націй ОФК 2002 року, він займав цю посаду до червня 2006 року і був звільнений після невдалих матчів кваліфікації до чемпіонату світу 2006 року.

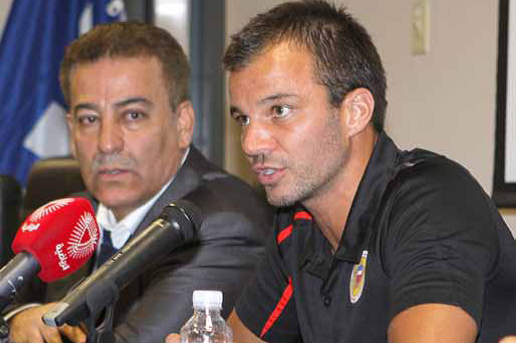
Ентоні Гадсон в 2012 році, в серпні 2014 року був призначений головним тренером збірної Нової Зеландії.

Його наступником став новозеландець Рікі Герберт, колишній гравець національної збірної ще під час кар'єри гравця виступав на чемпіонаті світу 1982 року, був призначений Федерацією головним тренером збірної в лютому 2005 року, перед ним було поставлене завдання: вивести збірну до фінальної частини чемпіонату світу. В червні того ж року в першому матчі під його керівництвом «Ківі» зазнали поразки з рахунком 0:1 від австралійців. Наступного року новозеландці здобувають першу перемогу над європейською збірною, перемігши грузинів з рахунком 3:1. Потім збірна стала переможницею Кубку націй ОФК 2008, вчетверте перемігши в цьому турнірі, а також виступала на Кубку конфедерацій 2009 року, на якому здобула своє перше очко, в матчі проти Іраку. В листопаді 2009 року під його керівництвом новозеландці перемагають Бахрейн і виходять у фінальну частину чемпіонату світу. На цьому турнірі новозеландці застосували атакувальну схему 3-5-2, внаслідок чого стали єдиною командою на турнірі, яка не програла жодного матчу, натомість всі три поєдинки групового етапу вони завершили з нічийними рахунками. Після наради з декількома клубами, головний тренер збірної продовдив контракт з федерацією до вересня 2010 року, після чого знову продовжив контракт до лютого 2012 року. Першої серйозної невдачі під керівництвом Рікі Герберта збірна Нової Зеландії зазнала в півфіналі Кубку націй ОФК 2011 року, програвши Новій Каледонії. Пізніше збірна Нової Зеландії перемогла у кваліфікаційному раунді групи Океанія до чемпіонату світу 2014 року і, таким чином, вийшла в плей-оф за право виходу до фінальної частини чемпіонату світу в Мексиці. Але незважаючи на те, що у відбірному циклі під керівництвом Герберта збірна забила 9 м'ячів та пропустила лише три в двох матчах, він залишає свою посаду. У лютому 2014 року його тимчасово замінили на Ніла Емблема, а потім й на Ентоні Гадсона, колишнього тренера збірної Бахрейну. Своїми помічниками він обрав австралійців Френка Фаріну та Гері ван Егмонда, які підписали контракт на чотири роки.

## Інфраструктура
Збірна Нової Зеландії зіграла свій перший домашній матч 23 липня 1904 року на стадіоні «Каледоніан Гроунд» в місті Данідін проти збірної Нового Південного Уельсу, а перший офіційний міжнародний матч провела 17 липня 1922 року проти збірної Австралії на стадіоні «Керібук», також в Данідіні. Протягом наступних декількох десятиліть збірна проводила свої поєдинки на різних стадіонах, «Атлетік Парк» у Веллінгтоні, «Квін Елізабет II Парк» в Крайстчерчі, «Еден Парк» та «Карлоу Парк» в Окленді, до кінця 1950-х років.
Матчі кваліфікації до Чемпіонату світу з футболу 1982 року збірна Нової Зеландії проводила на стадіоні «Моунт Смарт Стедіум» в Окленді, на якому продовжувала виступати до початку 1990-х років. Пізніше новозеландська збірна проводила всі свої поєдинки на іншому стадіоні Окленду, «Норз Гарбур», який вміщує 25 000 уболівальників. Пізніше вони переїжджають на «Вестпек», у Веллінгтоні, який було відкрито в 2000 році, він вміщує 34 500 уболівальників. Саме на цьому стадіоні збірна Нової Зеланді перемогла збірну Бахрейну та вийшли до фінальної частини чемпіонату світу з футболу 2010 року.

Домашні стадіони збірної Нової Зеландії
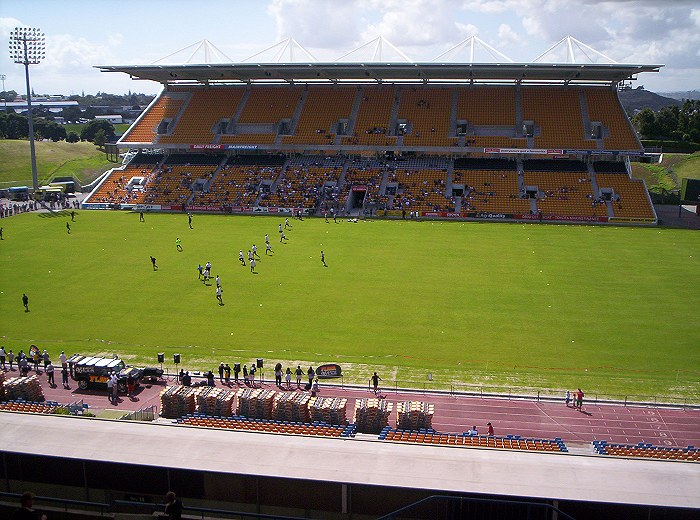
Моунт Смарт Стедіум в 2006 році
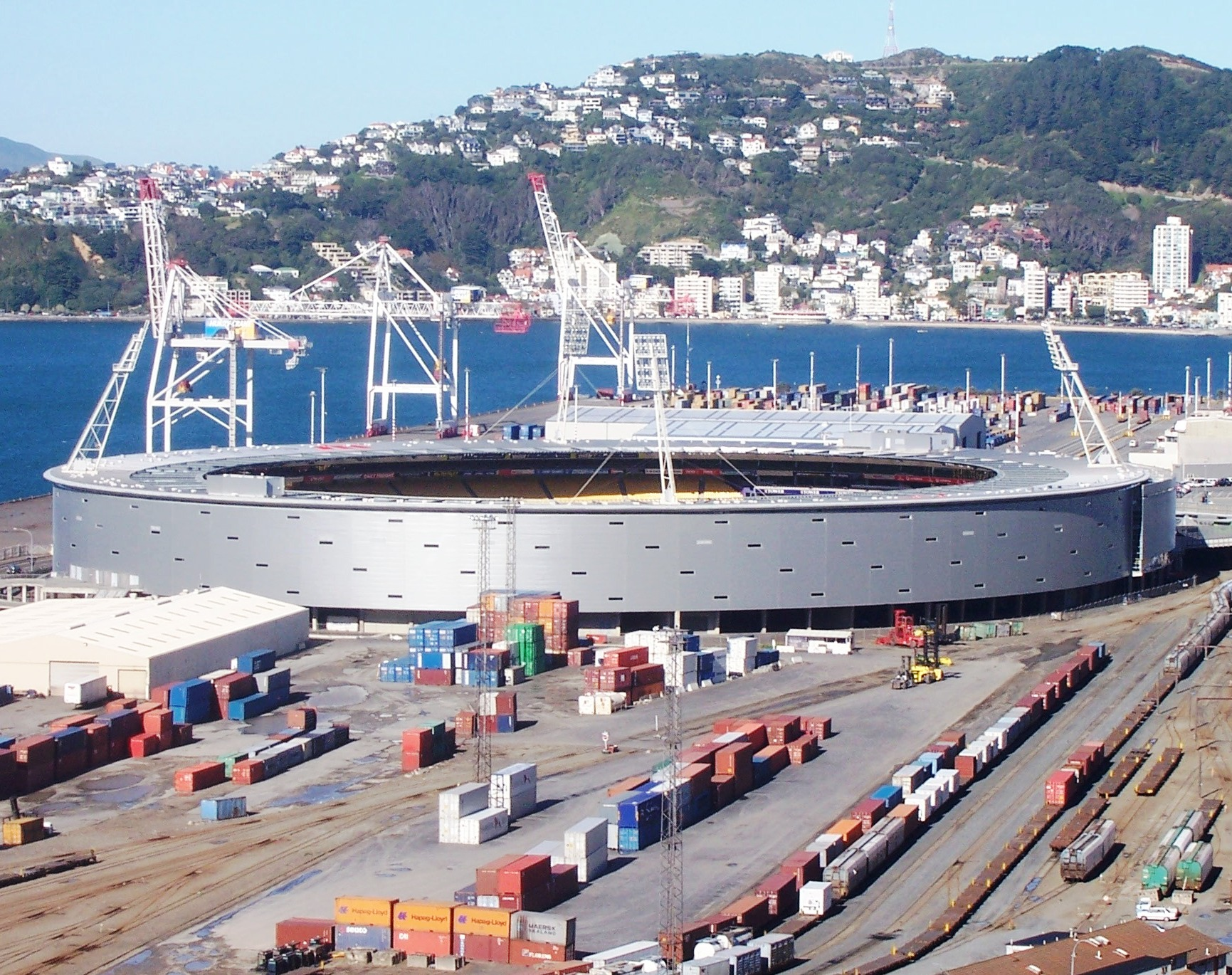
Вестпек Стедіум в 2006 році
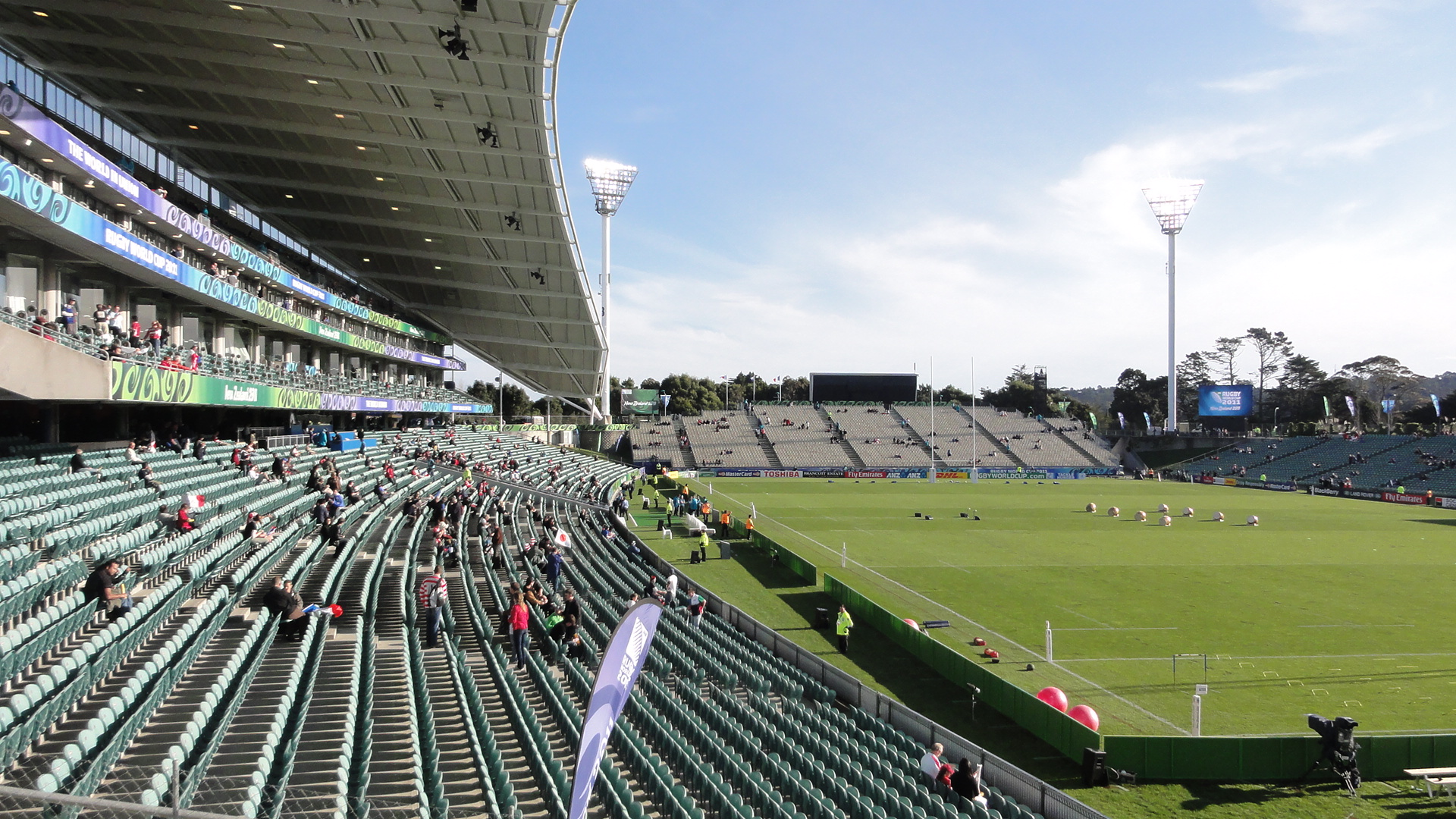
Норз Гарбур Стедіум в 2011 році

## Міжнародні матчі

### Зустрічі з різними збірними

Команди, з якими грала збірна Нової Зеландії.
Кількість зіграних ігор проти збірної Нової Зеландії футболу:
Одна гра
Від двох до чотирьох ігор
Від п'яти до дев'яти ігор
Від десяти до двадцяти ігор
Понад двадцять ігор
Понад п'ятдесят ігор

Збірна Нової Зеландії мала можливість зіграти з багатьма футбольними збірними, в основному в товариських матчах. Після того, як новозеландці зіграли з іншими британськими домініонами (Австралією, Канадою та Південною Афикою) в перші роки існування збірної та на Тихоокеанських іграх 1951 та 1952 років, збірна Нової Зеландії зіграла перші матчі проти азійських збірних Сінгапуру, Південного В'єтнаму та Малайзії, під час турніру в 1967 році, який був проведений на честь в'єтнамського національного свята. Потім збірна зустрілася з першою африканською збірною, Марокко, на турнірі в Мердеці (Малайзія) 1980 року та першою південноамериканською збірною, Бразилією, та першою європейською збірною, Шотландією, на чемпіонаті світу 1982 року.
Найбільшим досягненням збірної стала перемога над Мексикою з рахунком 4:0 в 1980 році та перемога над збірною Сербії з рахнком 1:0 в 2010 році. Вони також розділили очки на чемпіонаті світу 2010 року із Словаччиною, Італією та Парагваєм.

### Океанія
Збірна Нової Зеландії більшість своїх поєдинків зіграла з країнами-членами ОФК. Крім збірної Австралії, вона вперше зіграла зі збірними Нової Каледонії, Нових Гебрид та Фіджі в 1951 році під час турне на островах Меланезії, а потім, під час другого турне, з Таїті в 1952 році. На Кубку націй ОФК, в кваліфікації до чемпіонатів світу з футболу або ж Олімпійських ігор, вона також зцстрічалася з Соломоновими Островами, Папуа Новою Гвінеєю, Самоа та збірною Островів Кука. Тільки Американське Самоа та Тонга ніколи не грали в матчах проти Нової Зеландії.
Досить часто переможець Кубку націй ОФК переграє свого суперника з дуже великим рахунком, так в 1981 році в рамках кваліфікації до чемпіонату світу з футболу 1982 року збірна Нової Зеландії перемогла Фіджі з рахунком 13:0. Найбільшої ж поразки збірна Нової Зеландії зазнала в 1/2 фіналу Кубку націй ОФК 2012 року, в тому матчі вони поступилися Новій Каледонії з рахунком 0:2.

### Дербі зі збірною Австралії

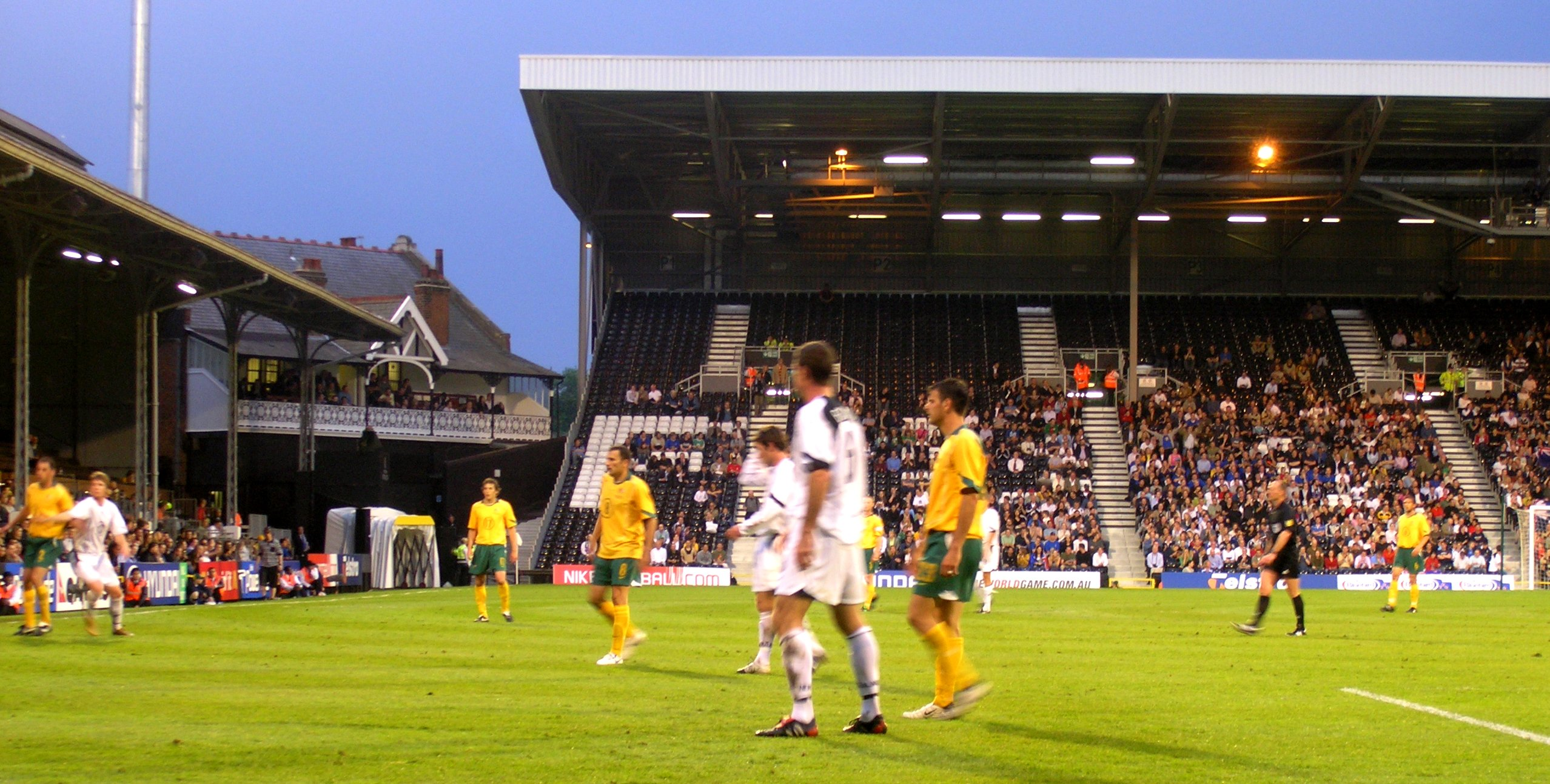
Матч Австралія-Нова Зеландія на «Крейвен Коттедж», стадіоні в Лондоні, який відбувся 9 червня 2005 року.

Нова Зеландія має не лише принципове футбольне суперництво з Австралією, але й в інших видах спорту, в яких ці збірні також дуже часто протистоять одна одній, зокрема Регбі XV, Регбі XIII та крикеті. Австралія стала першою збірною, з якою Нова Зеландія зіграла ще 17 червня 1922 року. Новозеландці перемогли з рахунком 3:1. Є один трофей, «The Ashes», в якому ці збірні регулярно зустрічалися одна з одною. Після перших перемог в 1922 та 1923 роках, з 1933 по 1936 роки новозеландці почали постійно зазнавати поразок від австралійців, найбільша з яких відбулася саме в 1936 році, 0:10. До сих пір це найбільша поразка збірної Нової Зеландії в офіційних матчах в історії збірної.
Після цього збірна Нової Зеландії регулярно перегравала Австралію в міжнародних матчах, «Ківі» створили справжню сенсацію в кваліфікації до чемпіонату світу 1982 року, здобувши перемогу над своїми сусідами з рахунком 2:0, в результаті цієї поразки у відставку відправили головного тренера збірної Австралії Руді Гутендорфа.
У 1983 році між цими двома збірними почали розігрувати новий трофей, Міжтасманський кубок. З 1983 по 1995 року цей турнір проводився 6 разів, 4 рази з яких переможцем ставала збірна Австралії. В 2002 році у фіналі Кубку націй ОФК новозеландці здобули перемогу з рахунком 1:0. З переходом Австралії до АФК зустрічі між цими двома збірними стали відбуватися набагато рідше, але іноді вони все ж зустрічаються, переважно це товариські та виставкові матчі.

## Рейтинг ФІФА
Протягом тривалого періоду збірна Нової Зеландії була другою найкращою футбольною збірною Океанії, після збірної Австралії. Після відходу Австралії до Азійської футбольної конфедерації Нова Зеландія в рейтингах ФІФА неодмінно посідає перше місце серед футбольних збірних Океанії.
В загальному рейтингу «All Whites» мали найвищий рейтинг в 2002 році, коли ФІФА опублікував свій рейтинг від 14 серпня 2002 року, завдяки перемозі у Кубку націй ОФК над Австралією вона піднялася на 47-ме місце в рейтингу. Проте вже наступного року новозеландці повертаються на 80-те місце в рейтингу, причиною цього стали невдалі виступи в офіційних матчах та поразки в товариських поєдинках, а в вересні 2006 року збірна мала найгірший рейтинг в своїй історії, 156-те місце в загальному рейтингу та 6-те серед збірних ОФК. В листопаді 2006 року піднялася на 95-те місце, завдяки вдалим виступам у першому раунді Тихоокеанських ігор, а в наступних рейтингах ФІФА займали місця в районі 100-го.